# شاغري سينسوي
شاغري سينسوي (بالتركية: Çağrı Şensoy) من مواليد 17 أبريل 1986هو ممثل سينمائي من تركيا. وهو يعمل في التمثيل منذ عام 2008.

## صور

شاغري سينسوي بدور جيركوتاي ألب في مسلسل المؤسس عثمان